# Trachelas acuminus
Trachelas acuminus är en spindelart som först beskrevs av Zhu och Shu Wen An 1988.  Trachelas acuminus ingår i släktet Trachelas och familjen flinkspindlar. Inga underarter finns listade i Catalogue of Life.